# Rudolf Lempp

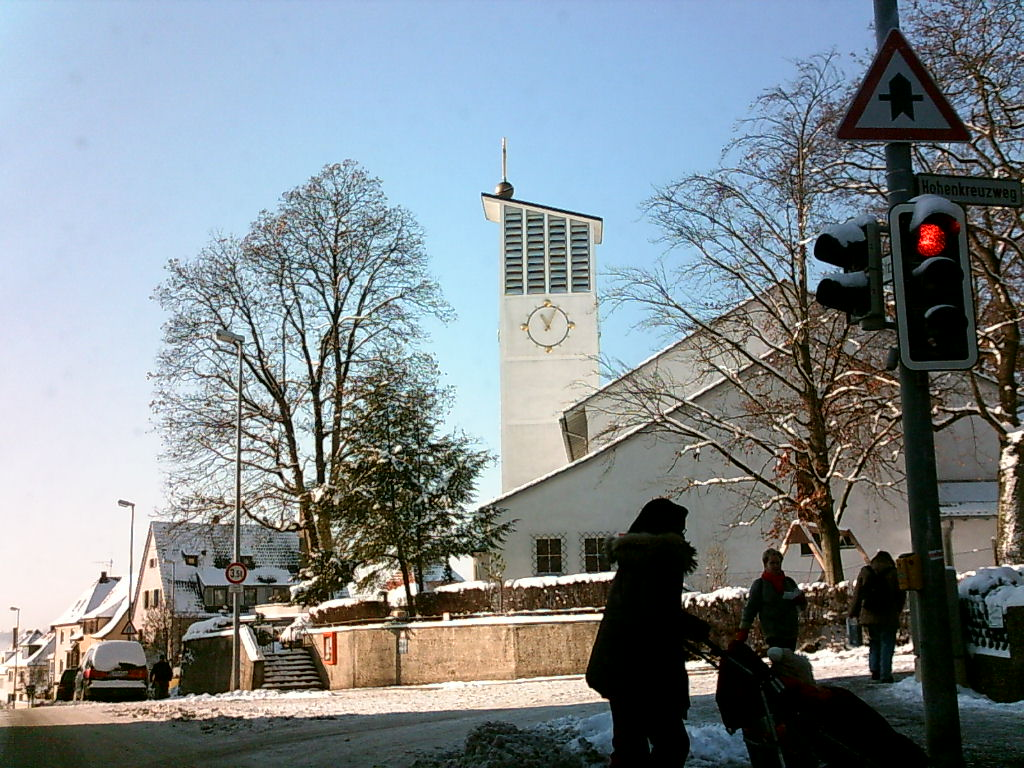
Die Hohenkreuzkirche, Esslingen

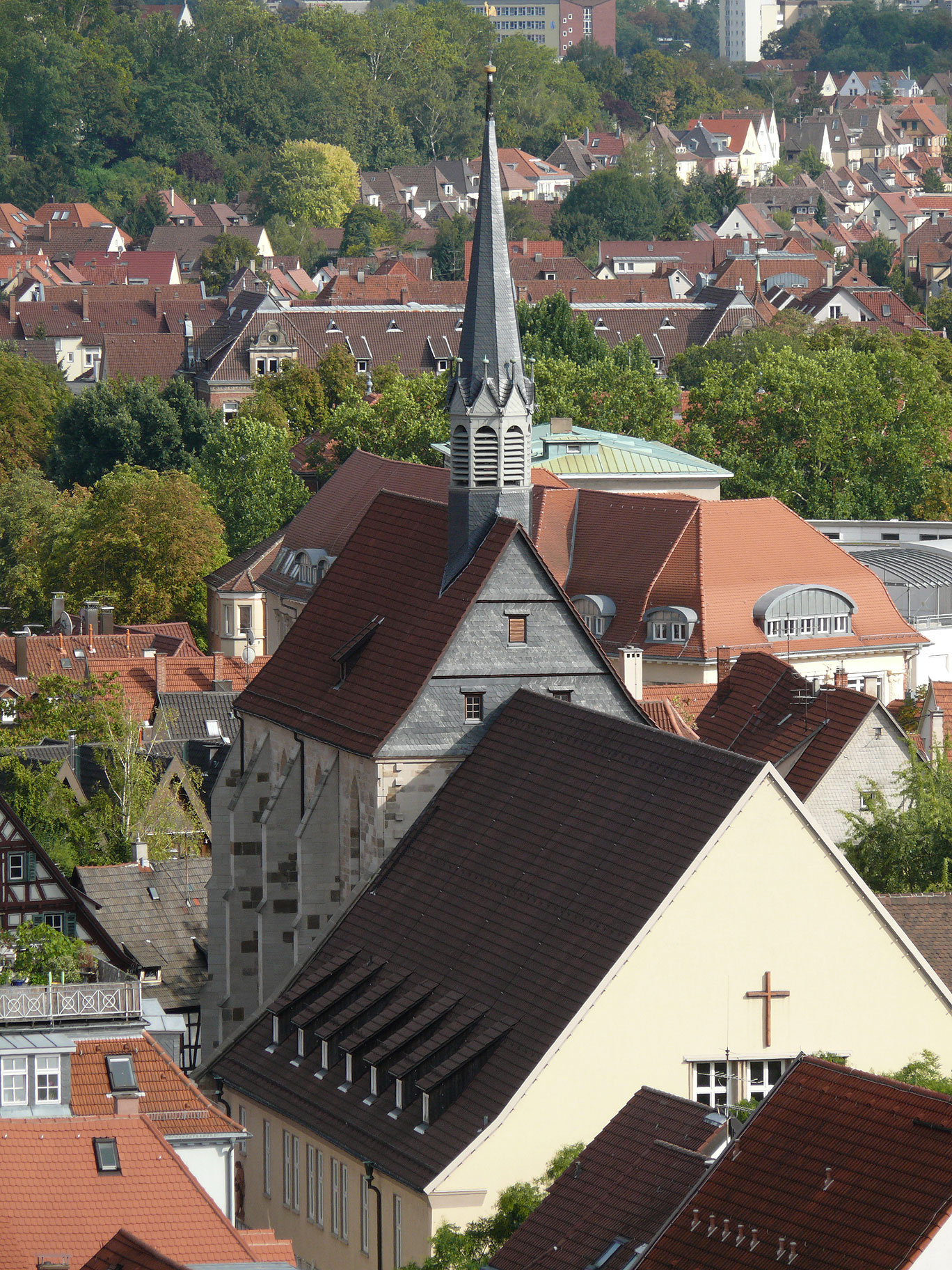
Gemeindehaus am Blarerplatz, Esslingen

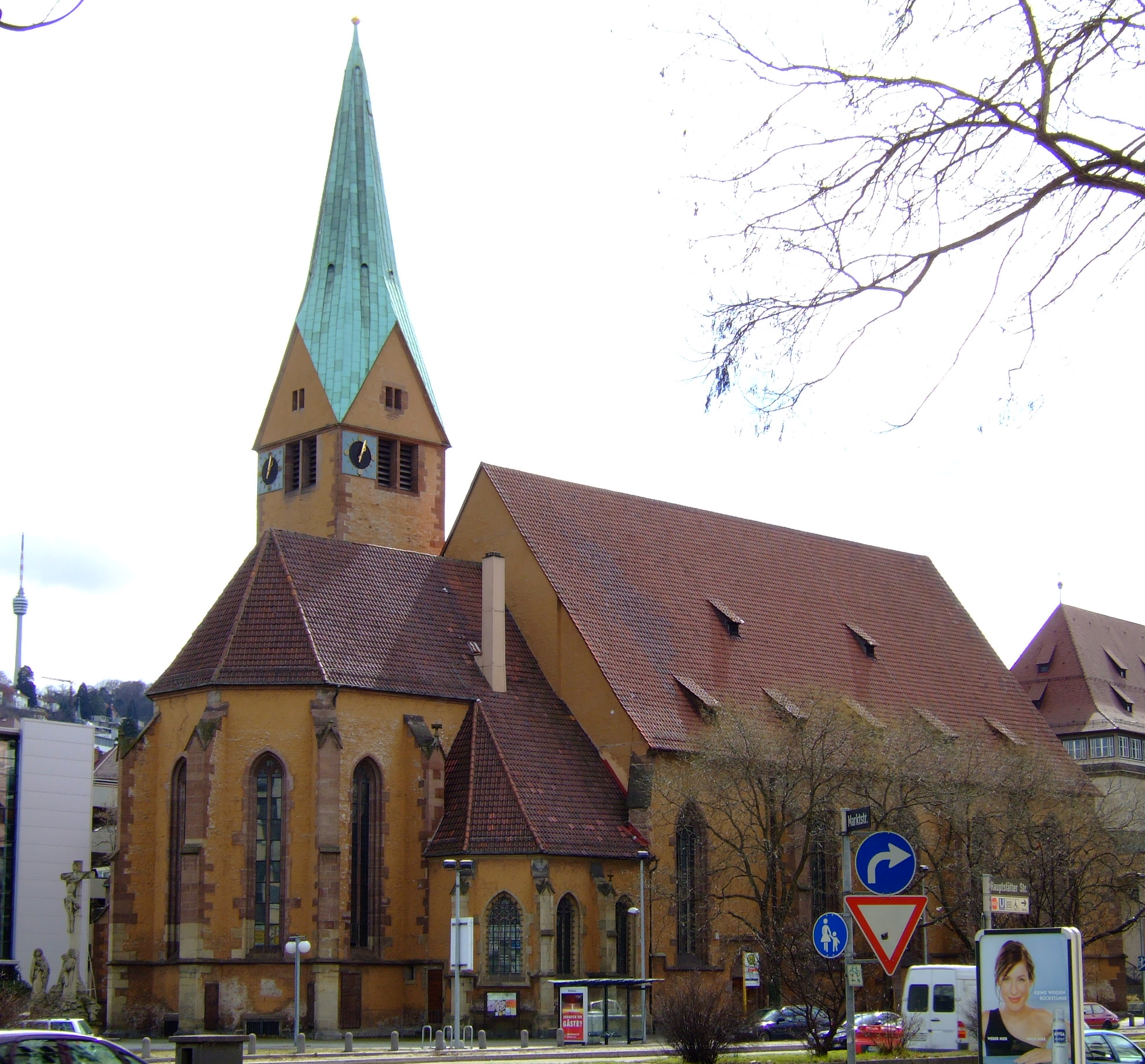
Leonhardskirche Stuttgart

Rudolf Lempp (* 26. November 1887 in Oberiflingen; † 7. Januar 1981 in Stuttgart) war ein deutscher Architekt und Baubeamter.

## Leben
Rudolf Lempp, ein Sohn des Pfarrers Christian Eduard Lempp, studierte ab 1905 Architektur an der Technischen Hochschule Stuttgart, wo er 1909 das Diplom erwarb. Als Schüler und Assistent von Paul Bonatz entwickelte er sich zu einem Vertreter der konservativen Stuttgarter Schule, die auf regionalen Bautraditionen aufbaute, auf einer handwerklich-soliden Gestaltung bestand und das Bauen mit industriell vorgefertigten Bauteilen ablehnte. 1912 eröffnete er mit Hermann Riethmüller ein eigenes Architekturbüro, dessen erstes großes Projekt das Rudolf-Sophien-Stift war. In Stuttgart engagierte er sich auch in der jugendbewegt-reformierten Verbindung Widar. Er war von 1922 bis 1929 Leiter des Hochbauamtes und Stadtbaurat in Esslingen am Neckar. Während dieser Zeit wurden der einsturzgefährdete Turmhelm der Frauenkirche gesichert, das Alte Rathaus renoviert und die Burg umgestaltet.
Von 1927 bis 1947 war Rudolf Lempp Professor für Hochbaukunde für Bauingenieure an der Technischen Hochschule Stuttgart. Als Vertreter des sogenannten Heimatschutzstils konnte er, wie die Stuttgarter Architektenschule, auch während der Zeit der nationalsozialistischen Diktatur weiterarbeiten. 1930 wurde in Esslingen das nach seinen Plänen gebaute Städtische Krankenhaus eingeweiht. Lempp war nie Mitglied der NSDAP im Unterschied zu Alfred Daiber, dem Architekten der 1933 erbauten Brenzkirche in Stuttgart-Nord, die Lempp 1939 im Heimatstil umgestaltete. Im Entnazifizierungsverfahren wurde Lempp 1947 als nicht belastet eingestuft.
Von 1947 bis 1953 war Rudolf Lempp Leiter der Stuttgarter Staatsbauschule. Während der 1950er Jahre wurde in Esslingen nach seinen Plänen die evangelische Hohenkreuzkirche gebaut. 1954 wurde die Stuttgarter Erlöserkirche, die 1944 durch Brandbomben zerstört worden war, unter Lempps Leitung wieder aufgebaut. Während er das Kircheninnere im Stil der fünfziger Jahre neu gestaltete, blieb das äußere Bild der Kirche unverändert. Weitere wichtige Bauten von Lempp sind das neue Rathaus in Worms und der Wiederaufbau des Neuen Schlosses in Stuttgart.

## Ehrungen
- 1949: Ehrenmitglied des Schwäbischen Heimatbunds[3]
- 1953: Bundesverdienstkreuz 1. Klasse

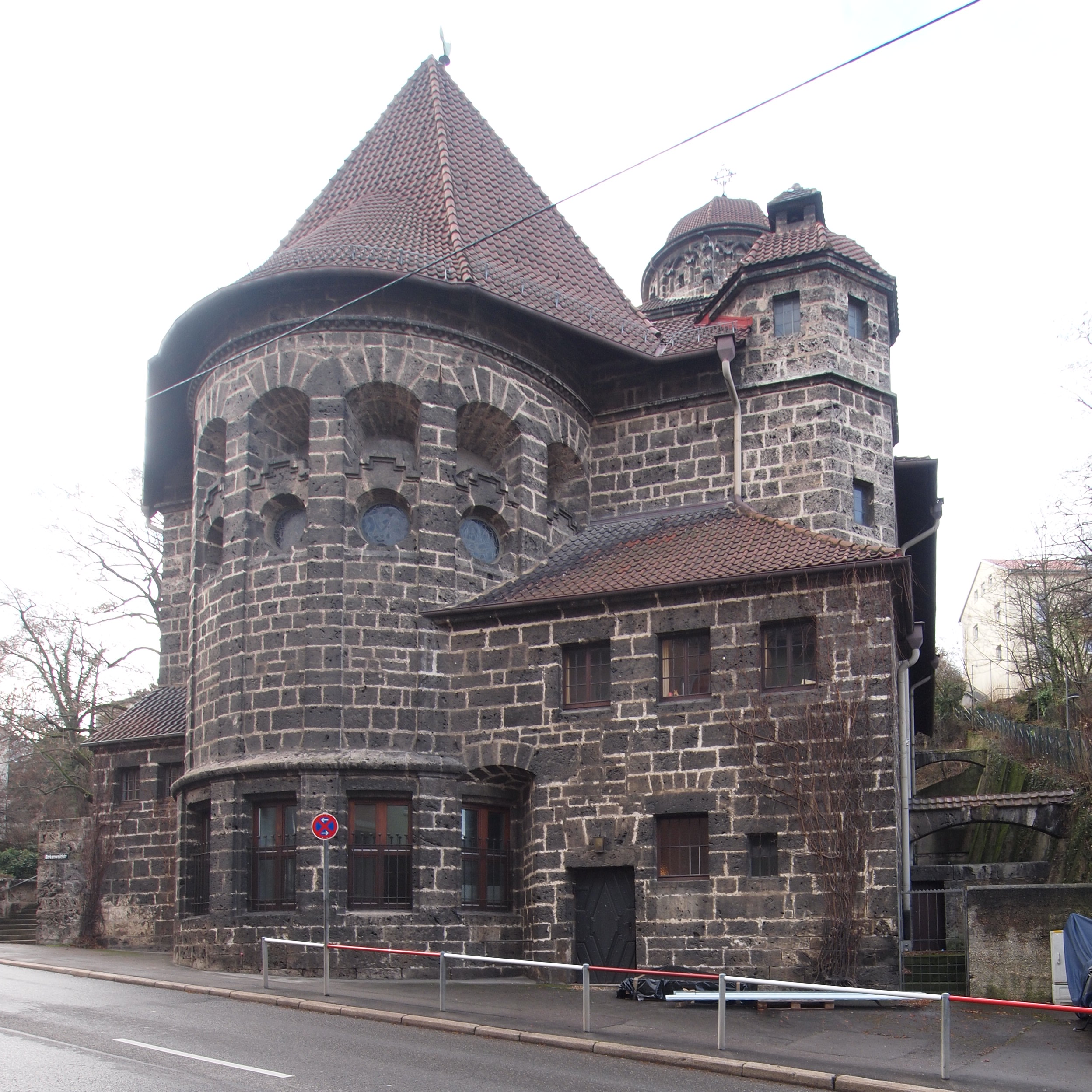
Erlöserkirche Stuttgart

## Werke
- Esslingen am Neckar
  - Evangelisches Gemeindehaus am Blarerplatz (1930)
  - Städtisches Krankenhaus (1930)
  - Evangelische Hohenkreuzkirche (1956)
- Lauffen
  - Kriegerdenkmal auf der Rathausinsel (1922)
- Schwaikheim
  - Innenerneuerung der Mauritiuskirche (1948)
- Pleidelsheim
  - Umbau der evangelischen Mauritiuskirche (1956)[4]
- Worms
  - Neues Rathaus in Worms (1958)[5]
- Stuttgart
  - Planung und Bauleitung des Rudolf-Sophien-Stifts
  - Umfangreiche bauliche Anpassung der evangelischen Brenzkirche (erbaut 1933 von Alfred Daiber) im Heimatstil, damit im Sinne des Dritten Reichs (1939)[6]
  - Wiederaufbau in den Zustand von 1939 der evangelischen Brenzkirche nach Kriegsschäden (1947)[6]
  - Wiederaufbau der bombengeschädigten evangelischen Erlöserkirche (1954)
  - Wiederaufbau der evangelischen Leonhardskirche in vereinfachter Form (1954)
  - Umbau der evangelischen Hospitalkirche (1960)
- Ulm
  - Regimentsdenkmal 1914–1918 des Infanterie-Regiments „Kaiser Wilhelm, König von Preußen“ (2. Württembergisches) No. 120[7] (1923)
- Bad Wildbad
  - Bergstation der Sommerbergbahn (1953–1954)
- Allgemein

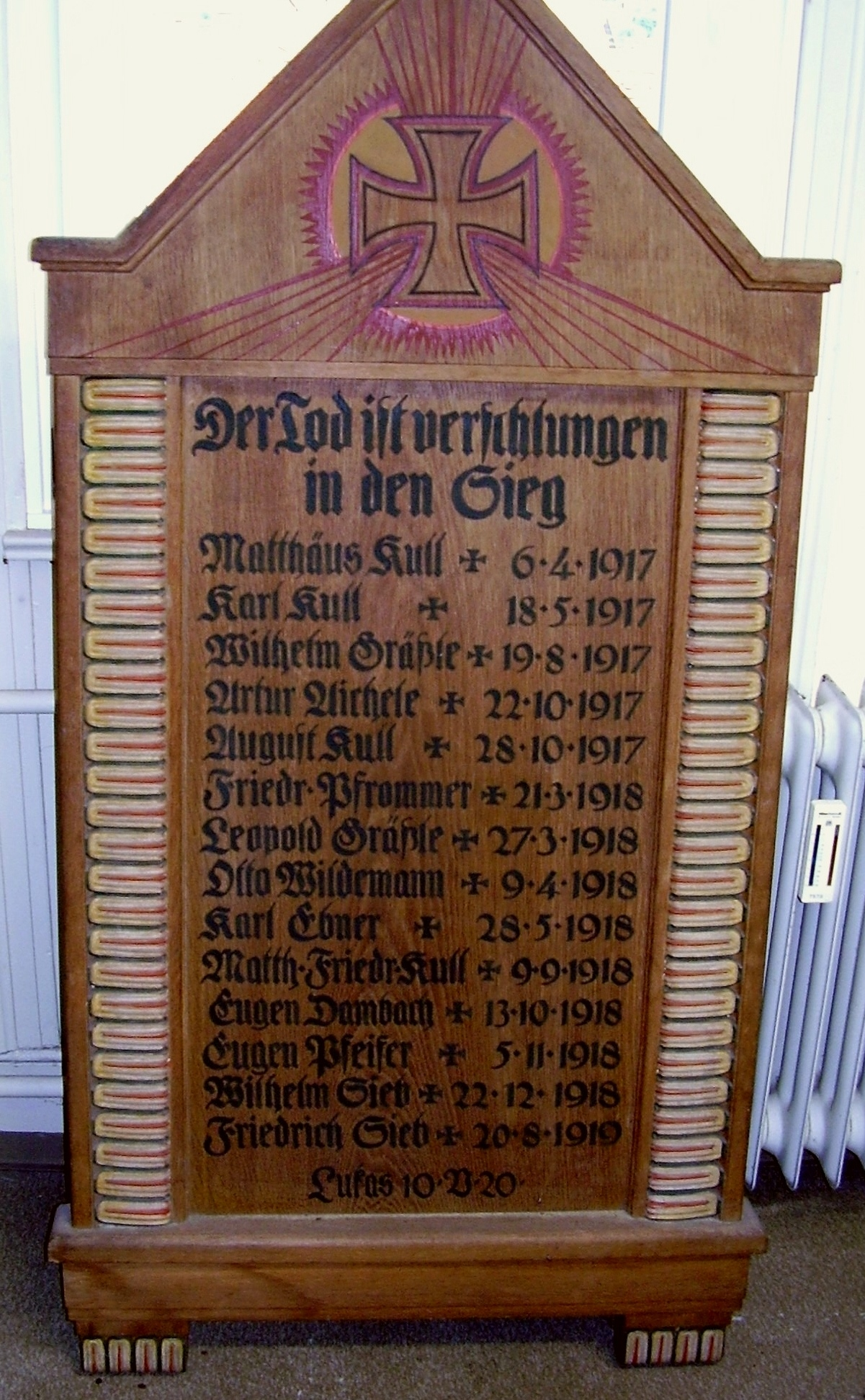
Eine der zwei Bernbacher Gedenktafeln. Entwurf Rudolf Lempp 1920

  - Eine der zwei Bernbacher Gedenktafeln. Entwurf Rudolf Lempp 1920Um 1920 war Rudolf Lempp auch als Berater tätig für die Dorfkirche Bernbach (siehe Foto von 1962) bei Bad Herrenalb, für die Evangelische Kirche Dachtel, Landkreis Böblingen und für die Evangelische Jakobuskirche in Haslach (Herrenberg) bezüglich hölzerner Gedenktafeln für im Krieg gefallene Soldaten. Wie aus den Belegen hervorgeht, war Rudolf Lempp in dieser Zeit Regierungsbaumeister. Belege siehe unter Literatur. Es ist anzunehmen, dass er nicht nur diese drei genannten, sondern auch noch andere Orte in dieser Sache beraten hat.
  - Neckar-Staustufe Hessigheim (1948–1952). Beleg siehe unter Literatur bei Reclam.
  - Restaurierung der St.-Candidus-Kirche Kentheim (1956).

## Schriften
- Das Bauwerk, eine Einführung in die Grundlagen des Bauens für Bauingenieure und Architekten. Stuttgart 1945, 1947, 1950.
- Das Alte Rathaus in Esslingen. Bechtle, EsslingenMünster 1926.